# Thomas Jacobsen
Thomas Jacobsen (født 13. september 1972) er en dansk sejlsportsmand, der sammen med Henrik Blakskjær var gast i solingen med Jesper Bank som skipper vandt guld ved OL 2000 i Sydney.

## Sejlsportskarriere
Thomas Jacobsen var gast i Banks soling og med til at vinde det nordiske mesterskab i 1994, 1995, 1997, 1998 og 1999, EM i 1995, DM i 1997 samt blive nummer to ved VM i 1994, og han var også med, da Bank i 1999 vandt VM i match race i ylva-klassen sammen med Blakskjær, Morten Halkier og Jesper Riise. I 2009 var han med i den danske swan 45-båd, der vandt VM-bronze.
Bank, Blakskjær og Jacobsen repræsenterede Danmark i solingen ved OL 2000, og i fleet racet klarede de sig med nød og næppe videre som nummer 12 af de 16 deltagere til gruppe A i round robin matchracet. Her blev de nummer tre og kom igen på den yderste plads videre til gruppe B i round robin. Denne gang var danskerne bedst og vandt fire af fem matcher og var dermed klar til kvartfinalen. Her blev danskerne delt nummer ét sammen med Tyskland med skipper Jochen Schümann, og i semifinalen besejrede danskerne Norge med 3-1. Finalen blev en taktisk affære mod Tyskland, men danskerne endte med at vinde 4-3 og fik dermed guldet, Tyskland sølv og Norge bronze.
Efter OL stoppede Bank i solingen, og Henrik Jacobsen blev derpå involveret i blandt andet det tyske America's Cup-projekt, "United Internet Team Germany".

## Øvrige karriere
Jacobsen blev i 2010 sportschef i Dansk Sejlunion, en post han bestred indtil efteråret 2024.